# 말분
말분(영어: Malbun)은 리히텐슈타인 트리젠베르크의 하위 행정 구역이다. 지상으로부터 1,600m정도 떨어져있다.

## 지리
말분은 리히텐슈타인에 유일한 스키 리조트가 알프스산맥 주위에 위치해있다.